# Çiftlikköy, Tavas
Çiftlikköy là một xã thuộc huyện Tavas, tỉnh Denizli, Thổ Nhĩ Kỳ. Dân số thời điểm năm 2010 là 265 người.